# Seimeni, Cetatea Albă
Semenivka (în ucraineană Семенівка) este un sat în comuna Cazaci din raionul Cetatea Albă, regiunea Odesa, Ucraina.

## Demografie
Componența lingvistică a localității Semenivka
     Ucraineană (77,38%)
     Rusă (12,41%)
     Română (9,52%)
     Alte limbi (0,51%)
Conform recensământului din 2001, majoritatea populației localității Semenivka era vorbitoare de ucraineană (77,38%), existând în minoritate și vorbitori de rusă (12,41%) și română (9,52%).